# Thunberga mama
Thunberga mama (лат.) — вид пауков рода Thunberga из семейства Sparassidae. Мадагаскар (провинция Анциранана). 

## Описание
Пауки средних размеров (около 1 см). Основная окраска тела желтовато-коричневая. Самцы сходны с таковыми у T.conductor тем, что имеют аналогичную конформацию пальп с сильно развитой С и апикальной петлей эмболюса на пролатеральной стороне, но их можно отличить по: 1) наличие тегулярного отростка, поддерживающего дистально эмболюс, 2) кончик эмболюса простой и дистальный, 3) проводник (conductor) расположен пролатерально. Имеют более 4 ретромаргинальных хелицеральных зубцов (6), AME по размеру равны ALE или лишь немного крупнее, а задний ряд глаз прямой или слегка выпуклый. Формула ног 2143.

## Классификация и этимология
Вид был впервые выделен в 2021 году немецким арахнологом Петером Егером и включён в состав рода Thunberga из подсемейства Heteropodinae (Sparassidae). Видовой эпитет происходит от места типового обнаружения: аббревиатура от «Parc National de MArojoly», река MAnantenina River.